# 迷雾龙属
迷雾龙（学名：Niebla）是阿贝力龙科兽脚类恐龙的一个属，生存于晚白垩世（坎帕阶至马斯特里赫特阶）期间的阿根廷内格罗河省，仅含一个物种：古迷雾龙（Niebla antiqua），所知于部分脱节骨骼。正模标本发现于艾伦组，代表一只成年个体。

## 发现与命名
正模标本MPCN-PV-796发现于阿根廷内格罗河省罗卡将军市以南70（43英里）的马塔德罗山附近。化石材料包括一个近乎完整的脑壳、零碎的颌骨与牙齿、相对完整的肩胛鸟喙骨、背肋以及不完整的椎骨。
属名Niebla取自西班牙语单词“雾”，指化石挖掘过程中的雾天。种名antiqua取自拉丁语，意思是“古老的”。

## 叙述
本属代表最衍生的阿贝力龙科之一，是种中型阿贝力龙科，尽管确切体型未知，但化石显示出的体型相对较小，特别是与有关恐龙如食肉牛龙相比。然而已知骨骼确实来自一只成年恐龙。根据现存遗骸及与其亲缘动物的比较，其身长大概为4—4.5（13—15英尺）（基于阿克猎龙，另一属中型阿贝力龙科）。
肩胛鸟喙骨与食肉牛龙非常相似，有向后伸展的肩胛盂、背腹扩张且宽的喙突肩胛板及非常窄而直的肩胛板。这些特征与其他阿贝力龙科非常不同，可能表明肩带在这些南美兽脚亚目中有一种独特构造。

## 古生态学
迷雾龙发现于阿根廷艾伦组，而翼龙类（风巨神翼龙）、兽脚类（基爾梅龍、波氏爪龙、南方盗龙）、蜥脚类（博纳巨龙、柏利连尼龙、洛卡龙）以及鸟脚类（拉潘帕龙、波拿巴龙）的化石也大量存在于此地层中。